# Hásság

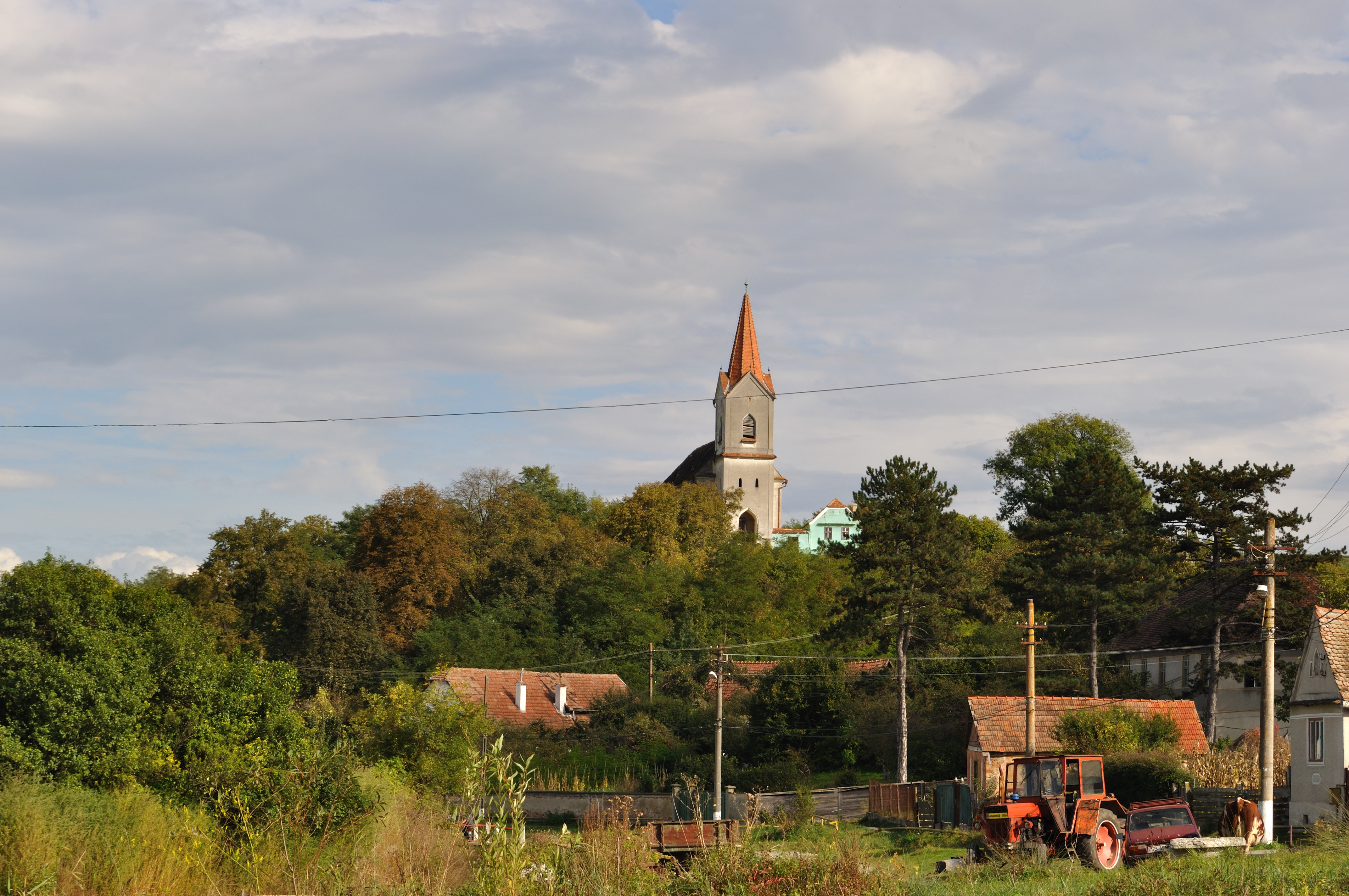
Az evangélikus templom

Hásság (románul: Hașag, németül: Haschagen) falu Romániában, Erdélyben, Szeben megyében. Közigazgatásilag Ladamos községhez tartozik.

## Fekvése
A Királyföldön, Medgyestől 32 kilométerre délkeletre fekszik.

## Nevének eredete
Kiss Lajos értelmezése szerint a hárs szó -gy képzős alakjából származik (vö. Hásságy). Először 1263-ban terra udvarnicorum Hassach, majd 1414-ben Hashadia, Haschadia és Haschagia, 1486-ban pedig Hassagh alakban jegyezték le.

## Története
A vasútállomás mellett késő paleolitikumi leleteket tártak fel, a falu területén ezen kívül neolitikumi és bronzkori fegyverek is kerültek elő. Szász lakossággal települt, valószínűleg a 13. században. A Nagyszeben és Medgyes közti hadiúton feküdt. 1516-ban mint nagyselykszéki szabadfalut tizenegy román és kilenc szász családfővel írták össze. 1628-ban már Medgyesszékhez tartozott. Miután a törökök 1658-ban már egyszer elpusztították, a tatárok 1661-ben tizennégy szász, hét román gazdát, nőket és gyermekeket hurcoltak fogságba a védtelen faluból. 1707 szeptemberében a kurucok vertek tábort a falu mellett, amelyet sáncokkal erősítettek meg. 1719-ben 59 lakosa halt meg pestisben. Evangélikus lelkésze, Daniel Andreä 1749-ben katolizált, majd nyomban Medgyesre költözött, ahol városatyává választatta magát. Román lakói egy része 1765-ben a Határőrvidékhez csatolt Vesztény faluba költözött. Azon részük, amely görögkatolikus hitre tért, 1825-ben épített magának kőtemplomot és 1833-ban volt képes önálló egyházközséget alakítani. 1849 februárjában, a Nagyszeben ostroma után a magyar csapatok tizenkét szász és egy román lakosát végezték ki. John Paget szerint, aki a közelben tartózkodott, a helyiek valószínűleg lefegyverezték és fogságba vetették a honvédsereg elővédét, az ő kiszabadításukra érkezhetett ide egy alakulat, amely bosszúból a falut is felgyújtotta. 1876-ban Nagyküküllő vármegyéhez csatolták. Az 1945-ös kisajátítások idején sok szász lakója Kiskapus, Nagyszeben és Vízakna üzemeiben vállalt munkát. A szászok emigrációja az 1950-es évek végén kezdődött, és mára gyakorlatilag elhagyták a települést.
1850-ben 476 lakosa volt román, 405 német és 75 cigány nemzetiségű; 405 evangélikus, 327 ortodox és 224 görögkatolikus vallású.
2002-ben 568 lakosa volt román, 10 német és 5 magyar nemzetiségű; 550 ortodox, 15 baptista és 7 evangélikus vallású.

## Látnivalók
- A falu fölötti dombon áll evangélikus temploma, a Peterskirche. Részleteiben még kivehető az első, kora gótikus építési fázis. Többször átalakították, legutóbb, 1874–1875-ben meghosszabbították a hajót és új tornyot építettek.[7] Egyik harangját 1429-ben öntötték.[8] Egykor várfal vette körül, amelynek ma már csak töredékei állnak.
- A falutól délre iszapvulkánok.

## Híres emberek
- Itt született 1806-ban Nifon Bălășescu filológus.
- Itt született 1891-ben Aron Cotruș költő.
- Itt született 1901-ben Michael Nikolaus, a leghosszabb életű erdélyi szász. 2007-ben hunyt el.